# Corona de Faustino I

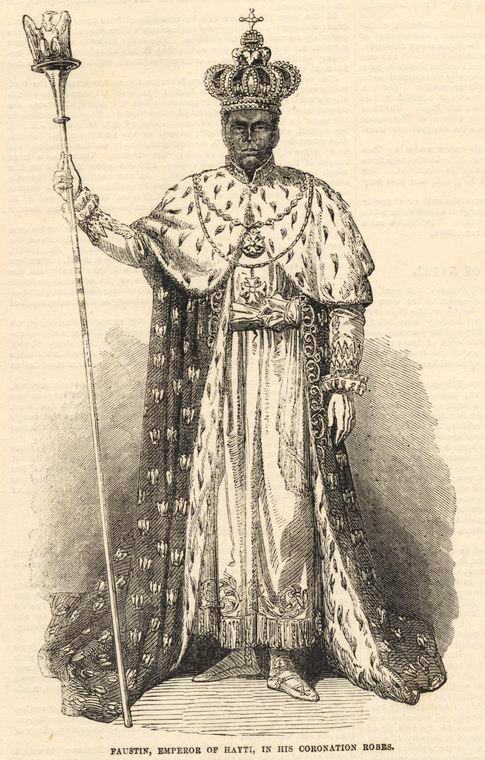
Faustino I con la corona

La corona de Faustino I  es la corona de Faustin Soulouque, quién gobernó Haití como presidente de 1847 a 1849 y como el emperador Faustino I del Segundo Imperio de Haití de 1849 a 1859. La corona está decorada con esmeraldas, diamantes, granates y otras gemas. La corona había sido expuesta en el Musée du Panthéon Nacional Haïtien (MUPANAH). Sin embargo,  se descubrió que algunas joyas fueron robadas en un lapso de tiempo desconocido. Debido al vandalismo , la corona fue transferida, bajo estricta vigilancia, a un sitio seguro para su protección el 31 de enero de 2007.